# Jet Li
Jet Li (Peking, 26 april 1963) is een Chinese acteur en vechtkunstenaar.

## Sport en film
Li's vader overleed toen Li twee jaar oud was, waarbij Li de jongste was van twee zoons en twee dochters. Zijn moeder liet hem niets doen wat "gevaarlijk" was, zoals fietsen. Li was bijna 15 toen hij voor het eerst fietste. In de zomer waarin Li 8 jaar was, werd zijn wushu talent ontdekt op een zomerkamp, en begon zijn training daar. Hij was een van de mensen met wie in 1974 formeel het Beijing Wushu Team werd gecreëerd. Als lid van het team trainde Li meer dan ooit, en hij won vervolgens vijftien gouden en één zilveren medaille bij de Chinese Wushu-kampioenschappen. Zijn succes leidde ertoe dat de Volksrepubliek China hem uitriep tot National Treasure (nationale schat).
De roem die hij verkreeg door zijn kungfu zorgde ervoor dat hij gevraagd werd voor diverse films met betrekking tot de vechtkunsten, in eerste instantie in China maar later ook in Hongkong en de Verenigde Staten. Zijn eerste filmoptreden was in 1982 in de film, Shaolin Temple. Zijn internationale debuut was in 1998 toen hij meespeelde in de vierde film uit de Lethal Weapon-reeks.

## Persoonlijk
Li trouwde in 1987 met zijn vroegere Beijing Wushu teamgenote en actrice Huang Qiuyan, met wie hij twee kinderen kreeg. In 1990 scheidden ze. In 1999 trouwde hij met Nina Li Zhi, eveneens actrice, uit Hongkong. Ook met haar heeft hij twee kinderen.
Li was op vakantie op de Maldiven tijdens de tsunami van 26 december 2004. Volgens de eerste nieuwsberichten was Li tijdens de tsunami omgekomen, maar later bleek dat hij slechts een beentje in zijn voet had gebroken en verder ongedeerd was. Deze kleine verwonding liep hij op doordat hij werd geraakt door een drijvend stuk hout toen hij zijn dochter in veiligheid bracht. Zijn vrouw en dochter bleven ongedeerd.

## Wushu
Li is gespecialiseerd in de volgende stijlen:
- chang quan (noordelijke vuist)
- dao (breedzwaard)
- gun (staf)
- fanzi quan (een soort verschillende dierenstijl)
- san-jie gun (driedelige staf)
- pu dao (hellebaard)

Ook beheerst hij de volgende stijlen (sommigen beter dan andere):
- taijiquan (de vijf hoofdstijlen)
- Xing Yi Quan
- bagua zhang
- jian (rechtzwaard)
- qiang (speer)
- zui quan (dronken vuist)
- tang lang quan (vuist van de sprinkhaan)
- ying zhao quan (adelaarsklauw)
- zui jian (dronken rechtzwaard)
- shuang dao (dubbel breedzwaard)

## Filmografie
- Mulan (2020) - de Keizer
- The Expendables 3 (2014) - Yin Yang
- Badges of Fury (2013) - Huang Fei Hong
- The Expendables 2 (2012) - Yin Yang
- The Expendables (2010) - Yin Yang
- The Mummy: Tomb of the Dragon Emperor (2008)
- The Forbidden Kingdom (2008) (wordt ook wel The J&J Project genoemd)
- The Warlords  (2007) (ook bekend als 'The Blood Brothers')
- War (2007) (met Jason Statham en Devon Aoki, in sommige landen Rogue Assassin genoemd)
- Fearless (霍元甲 - Huò yuán jiǎ) (2006)
- Unleashed/Danny the Dog (2005)
- Cradle 2 the Grave (2003)
- Hero (英雄 - Yīngxióng) (2002 in China) (2004 in VS)
- The One (2001)
- Kiss of the Dragon (2001)
- Try Again - Aaliyah ft. Timbaland (2000, videoclip)
- Romeo Must Die (2000)
- Lethal Weapon 4 (1998)
- Hitman (1998)
- Once Upon a Time in China and America (1997)
- Black Mask (黑俠 - hēi xiá ) (1996)
- Dr. Wai and the Scripture with No Words (1996)
- Meltdown (1995)
- My Father is a Hero (1995)
- The Bodyguard from Beijing (中南海保鑣 - zhōngnán hǎi bǎo biāo) (1994)
- Fist of Legend (精武英雄 - jīng wǔ yīng xióng (1994)
- The New Legend of Shaolin (洪熙官之少林五祖 - hóng xīguān zhī shàolín wǔ zǔ) (1994)
- Fong Sai-Yuk II (功夫皇帝方世玉 第二集 - gōngfu huángdì fāng shì yù dìèr jí) (1993)
- Fong Sai-Yuk (功夫皇帝方世玉 - gōngfu huángdì fāng shì yù) (1993)
- The Kung Fu Cult Master (1993)
- Last Hero in China (1993)
- The Tai Chi Master (1993)
- Once Upon a Time in China III (武狀元黃飛鴻 第三集 - wǔ zhuàng yuán huáng fēi hóng dìsān jí) (1993)
- Once Upon a Time in China II (武狀元黃飛鴻 第二集 - wǔ zhuàng yuán huáng fēi hóng dìèr jí) (1992)
- Once Upon a Time in China (武狀元黃飛鴻 - wǔ zhuàng yuán huáng fēi hóng) (1991)
- Swordsman II (1991)
- The Master (1989)
- Dragon Fight (1988)
- Born to Defense (1986)
- Shaolin Temple 3: Martial Arts of Shaolin (1986)
- Shaolin Temple 2: Kids from Shaolin (1983)
- Shaolin Temple (少林寺 - shàolínsì) (1979)